# All Clear
All Clear è il primo album pubblicato dalla musicista venezuelana Alejandra Ghersi sotto lo pseudonimo di Nuuro, pubblicato il 27 settembre 2006 dalla Soundsister.

## Tracce
Testi e musiche di Alejandra Ghersi.
1. Not Agaiiin! – 3:16
2. Frame Me – 3:54 (Marianna Cadavieco)
3. Softer Things – 2:25
4. Common Dragons – 3:58
5. Flying On a Space Ship – 3:48
6. Oh One – 3:50
7. Cereal Box – 1:43
8. Ambience Is Unimportant – 0:32
9. Waiting – 3:08
10. All Clear – 3:34
11. Terrorfist – 2:01
12. Blister – 3:59
13. The Walls – 3:08

Durata totale: 39:16

## Formazione
- Nuuro – autore, arrangiamenti
- Eduardo Larez – mastering